# Хибин, Леонид Семёнович
Леонид Семёнович Хибин (1937—2021) — советский и российский врач-гастроэнтеролог, доктор медицинских наук, профессор Смоленского государственного медицинского института.

## Биография
Леонид Семёнович Хибин родился 23 мая 1937 года в городе Людиново (ныне — Калужская область). После окончания средней школы поступил в Смоленский государственный медицинский институт. Завершив обучение в 1960 году по распределению Хибин был направлен в село Усть-Кан Горно-Алтайской автономной области, был Усть-Канским районным терапевтом. В 1963 году возвратился в Смоленск, где поступил на работу врачом-профлатологом в Смоленскую областную клиническую больницу. В 1967 году окончил аспирантуру на кафедре пропедевтики внутренних болезней Смоленского государственного медицинского института, после чего остался на ней работать. Был ассистентом, доцентом, профессором, а с 1992 по 2007 годы возглавлял эту кафедру.
В 1989 году защитил диссертацию на соискание учёной степени доктора медицинских наук на тему: «Гуморальные механизмы развития хронического гастрита (в аспекте сравнительного анализа с другими поражениями гастродуоденальной зоны)». Опубликовал в общей сложности более 200 научных работ в области гастроэнтерологии, в том числе 13 учебных и учебно-методических пособий. Был обладателем 3 патентов на изобретения, внёс 12 рационализаторских предложений. Под руководством Хибина были защищены 5 диссертаций, в том числе 1 докторская. В течение нескольких лет был председателем областного научного общества гастроэнтерологов, избирался членом правления Смоленского научного общества терапевтов.
Умер 7 мая 2021 года, похоронен на Братском кладбище Смоленска.